# Пелі (цар Еламу)
Пелі (Пілі, Піелі) (XVI ст. до н. е.) — цар Еламу близько 2500 року до н.е.

## Життєпис
Тривалий час вважався засновником Аванської династії, другої що панувала в Еламі. Втім тепер відомо про попередника Пелі — Кур-Ішшака, але той можливо не належав до Аванської династії. Напевніше саме Пелі затвердив Аван як нову столицю. Йому спадкував Тата I.